# Škofija Nicolet
Škofija Nicolet je rimskokatoliška škofija s sedežem v Nicoletu (Québec, Kanada).

## Geografija
Škofija zajame področje 3.682 km² s 193.865 prebivalci, od katerih je 189.895 rimokatoličanov (98 % vsega prebivalstva).
Škofija se nadalje deli na 85 župnij.

## Škofje
- Elphège Gravel (10. julij 1885-28. januar 1904)
- Joseph-Simon-Herman Brunault (28. januar 1904-21. oktober 1937)
- Albini Lafortune (17. maj 1938-8. november 1950)
- Joseph Albertus Martin (8. november 1950-14. marec 1989)
- Raymond Saint-Gelais (14. marec 1989-danes)